# Набопаласар
Набопаласар (аккад. Набу-апла-уцуру, букв.«Набу спадкоємця бережи») — цар Вавилонії, правив з 23 листопада 626 по 15 серпня 605 до н. е.. Засновник Нововавилонського царства та X Нововавилонської (халдейської) династії.

## Боротьба Вавилона за свою незалежність

### Набопаласар— правитель Країни Моря
У 629 до н. е. ассирійський цар Ашшур-етель-ілані призначив, замість зміщеного Бел-Ібні, правителем Примор'я Набопаласара. Набопаласар був родом халдей, нащадок даккурійского князя Шамаш-Ібні, страченого Асархаддоном в 678 до н. е. за заколот. У зв'язку з цим призначенням Ашшур-етель-ілані вважав за потрібне реабілітувати пам'ять Шамаш-Ібні і повернути його останки на батьківщину, де вони були урочисто поховані. Країна Моря (Примор'я) з її численними халдейських воїнами, мала занадто важливе значення для Ассирії.
Ассирія, розділена на кілька царств, вже не могла здійснювати контроль над Вавилонією так, як вона робила це раніше.
На початку 627 до н. е. помер Ашшурбаніпал і владу в Ашшурі захопив намісник міста Набу-рехт-уцуру, але це повстання було придушене особистої армією «великого євнуха» Сін-шум-лішір а (напис Ашшур-етель-ілані).
У травні 627 до н. е. помер вавилонський цар Кандалану, після чого Вавилон взагалі не визнав ніякого царя, а став датувати свої документи фіктивним продовженням правління вже померлого Кандалану.

### Повстання проти Ассирії

Війна Вавилонії за незалежність в 627–605 до н. е.

Скориставшись труднощами Ассирії, Набопаласар підняв повстання, захопив Урук, що належав асирійському цареві Сін-шар-ішкуну, а в травні 627 до н. е. обложив Ніппур. У серпні (12 улулу) 627 до н. е. ассирійський авангард перейшов вавилонський кордон і спалив містечко Шазнаку. У вересні того ж року в бій вступили головні ассирійські сили. Істукани богів з міста Кіша, що лежить на шляху вторгнення ворога, були спішно відправлені до Вавилону. Але ассирійці поспішали до Ніппура. При їх наближенні Набопаласар, не прийнявши бій, відступив на південь. Ассирійці і жителі Ніппура обложили його в Уруці (листопад 627 до н. е.), але не змогли взяти місто, були розбиті під час вилазки і змушені були відступити . Не пізніше травня 626 до н. е. Набопаласар прийняв царський титул.

### Військові дії в Вавилонії
У місяці аяру (квітень — травень) 626 до н. е. ассирійська армія під керівництвом Сін-шум-лішіра вторглася в Вавилонію, і встановила свою владу в Аккаді і Північному Шумері. Не пізніше червня 626 до н. е. жителі Ніппура визнали Сін-шум-лішіра царем Ассирії і не пізніше серпня те ж саме відбулося і в Вавилоні. Перетворення Сін-шум-лішіра з сановника в «царя Ассирії» відбулася, ймовірно, з санкції «царя всесвіту» Ашшур-етель-ілані, оскільки Ниппурські документи носять дати обох правителів. На початку вересня 626 до н. е. становище змінилося. У вуличному бою в одному з міст на півдні Вавилонії армія Сін-шар-ішкуна зазнала поразки від військ Набопаласара і була змушена відступити до Асирії, що, до речі, доводить, що відносини Сін-шар-ішкун а зі своїми "товаришами по правлінню "були досить хорошими, щоб дозволити військам Сін-шар-ішкуна відійти на їх територію.
Невдовзі почала зазнавати поразок і головна ассирійська армія Сін-шум-лішіра. Вже в середині вересня Сіппар став датувати свої документи початком правління Набопаласара, а у Вавилоні була відновлена фікція продовження правління померлого Кандалану, хоча тут же вавилонська хроніка відзначає, що протягом одного року в країні не було царя. 12 ташріту (10 жовтня) ассирійська армія, відступала на північ під натиском Набопаласара та була розбита вавилонянами, а 26 арахсамну (23 листопада) 626 до н. е. Набопаласар був офіційно проголошений царем Вавилона. В одному вавилонському епічному тексті розповідається, що напередодні оволодіння Вавилоном, Набопаласар розбив ассирійську армію на березі каналу міста Куту і засудив до смертної кари «великого євнуха Ассирії». Очевидно, тут мова йде про долю Сін-шум-лішіра.
Але Ассирія не хотіла так просто миритися з втратою Вавилона. Навесні 625 до н. е. ассирійці знову пішли походом на Вавилон. 17 нісана (березень — квітень) в Вавилон прибули боги з міста Шапаззу (місто на березі річки Діяла), що стоїть на шляху ассирійського війська. 21 аяру (14 травня) ассирійці взяли і розграбували місто Шаллат в одному-двох переходах від Сіппарі, а 20 Сімана (травень — червень) були евакуйовані ідоли богів з Сіппара. Однак ассирійцям не вдалося вдало продовжити компанію. Цьому завадило вторгнення до Асирії якогось народу, можливо — мідян. Залишивши в Шаллаті сильний гарнізон, ассирійська армія повернула назад на захист батьківщини. Спроба Набопаласара 9 абу (30 липня 625) 625 до н. е. відбити Шаллат у ассирійців скінчилася невдало.

### Новий наступ ассирійців
Ассирійцям вдалося відбити вторгнення мідян. Фраорт загинув разом з більшою частиною свого війська. Але і втрати ассирійців теж були дуже великі і тільки через 15 місяців ассирійська армія змогла відновити бойові дії в Вавилонії. На початку місяця улулу (кінець серпня) 624 до н. е. ассирійці виступили проти Вавилона і стали табором на каналі Нар-Баніта. У тому ж році залежність Урука від Вавилону ослабла, так як Урук перестав датувати свої документи роками правління Набопаласара, а віддав перевагу нейтральну форму«четвертий рік закриття воріт», тобто стану облоги введеного в 627 до н. е. Але ассирійці так і не змогли цього року домогтися якоїсь значної переваги, і пішли назад до Асирії. Набопаласар в свою чергу в жовтні 624 до н. е. спробував захопити Ніппур, зберігав вірність ассирійцям, але зазнав невдачі.
В 623 до н. е. Набопаласару вдалося підняти повстання в провінції Дер і таким чином, розімкнути ассирійське кільце, забезпечити собі зв'язок з Мідією. У серпні вавилоняни осадили Урук. У відповідь на це Сін-шар-ішкун почав наступ на південь і не пізніше вересня 623 до н. е. він був визнаний царем в Сіппарі, а в жовтні вступив в Аккад. До березня 622 до н. е. Набопаласар був вибитий з Аккада і Вавилон став датувати свої документи правлінням Сін-шар-ішкуна, але до кінця року за ассиро-вавилонським календарем (тобто до 22 березня — дня весняного рівнодення) на півночі сталися якісь події спішно змусили Сін-шар-ішкуна повернутися на захист Ніневії, попередньо посиливши гарнізон Ніппура, вірного ассирійцям.

### Нашестя скіфів
Спочатку ассирійців відвернули араби, що вторглися в Ассирію з Сирії. Ассирійці розгромили їх і змусили відступити. Потім було вторгнення мідян Кіаксара, які підійшли до Ніневії. Але тут на мідян напав цар скіфів Мадій і розгромив їх. Ассирія була врятована, але скіфи немов ураган пройшли через всю Месопотамію, Сирію, Палестину і досягли кордонів Єгипту. Фараону Псамметіху I з великими труднощами вдалося відкупитися від їх нашестя. Скориставшись труднощами Ассирії, Набопаласар знову встановив свій контроль над Вавилонією і приступив до облоги Ніппура.

### Військові дії на Середньому Євфраті
Близько 617 або 616 до н. е. Ассирія уклала союз з Манною та Урарту. Незабаром до них приєднався і Єгипет. У місяці аяру (квітень — травень) 616 до н. е. Набопаласар повів вавилонські полки нагору по долині Євфрат а в ассирійські провінції суху і Хіндану. 12 абу (24 липня) у битві при Кабліні вавилоняни розбили ассирійців і прийшли до них на допомогу манну. У той же день вони взяли і місто Кабліну. Потім вавилоняни розграбували ассирійські володіння в басейні річки Баліх, де вони захопили міста Мане, Сахіру і Баліху. Обтяжені видобутком і полоненими, вавилоняни повернули назад і, по дорозі взявши місто Хіндану, в серпні 616 до н. е. повернулися в Вавилон. А в місяці ташріту (вересень — жовтень) на допомогу ассирійцям в долину Євфрату прийшли єгиптяни. Союзники дійшли до міста Кабліну, але не ризикнули заходити в межі Вавилонії. У тому ж році після довгої облоги вавилоняни захопили Урук.

### Наступ на Ассирію
У місяці Аддару (лютий — березень) 615 року до н. е. Набопаласар почав наступ на Ассирію. На річці Заба (Малий Заб), у міста Мадані, що в області Аррапхи Набопаласар завдав поразки ассирійцям. Вавилоняни скинули ассирійське військо в річку і захопили їх обоз. З здобиччю таі полоненими вавилоняни правим берегом Тигр а безперешкодно повернулися на батьківщину. У місяці аяру (квітень — травень) 615 до н. е. вавилоняни знову виступили в похід і підступили до Ашшуру, але оволодіти ним з ходу не змогли. У червні на допомог місту прийшла головна ассирійська армія на чолі з царем Сін-шар-ішкуном. Вавилоняни почали тікати. Противник гнався за ними по п'ятах. Положення врятувала фортеця Такрітайн на правому березі Тигру, де сховалося вавилонське військо. Ассирійці штурмували її 10 днів підряд, але вавилонський гарнізон мужньо відбив усі напади, і ассирійці відступили.

### Взяття Ніппура
У цей час ніппурці, обложені вавилонянами ще з 622 до н. е., відчували голод. Ціни на продукти піднялися в 3 рази вище, ніж у Вавилоні під час облоги в 650-648 до н. е. Жителі Ніппура продавали спекулянтам, що приховали продукти, в рабство своїх дітей, щоб врятувати їх і себе від голодної смерті.
У 615 до н. е., виснажені голодом і хворобами і не вірили більше в допомогу царя Ассирії, ніппурці здали місто, яке був останнім оплотом ассирійців в Вавилонії.

## Загибель Ассирії

### Взяття Ашшура
Тим часом, оговтавшись від поразки завданої скіфами, відновили військові дії мідяни. Вже в 616-615 до н. е., скориставшись поразкою, завданою маннейському війську під Кабліном, Кіаксар захопив Манну. У місяці арахсамну (жовтень — листопад) 615 до н. е. мідяни увірвалися в ассирійську провінцію Аррапху, а в місяці абу (липень — серпень) 614 до н. е. мідяни з'явилися в околицях Ніневії і захопили містечко Тарбіцу, неподалік від неї. Потім вони переправилися через Тигр і, спустившись вниз за течією, в серпні 614 року до н. е. штурмом взяли Ашшур. Місто було розграбоване і повністю зруйноване, а його жителі частково перебиті, частково взяті в полон. Коли все було скінчено під Ашшуром, з'явився Набопаласар з вавилонською армією. В кінці серпня відразу на руїнах Ашшура Набопаласар уклав союз з мідійським царем Кіаксаром.

### Тимчасовий успіх ассирійців
В 613 до н. е. на Мідію знову почали наступ скіфи і мідяни змушені були припинити бойові дії проти Ассирії. У місяці аяру (квітень — травень) 613 до н. е. ассирійцям вдалося підняти повстання в провінції Суху, захопленої вавилонянами в 616 до н. е. Набопаласар негайно ж виступив у похід і 4 сіману (11 травня 613) взяв місто Рахілу, але фортеця Анат, розташована на острові посеред Євфрата, витримала вавилонський штурм.
Наближення головних сил ассирійців змусило Набопаласара, від якого до того часу відпали деякі аккадські міста, відступити і віддати ассирійцям басейн Середнього Євфрату без бою. На крайньому півдні Урук знову визнав своїм царем Сін-шар-ішкуна. Про те в якій мірі Ассирія в цей час відчувала себе в безпеці, свідчить той факт, що в 613 до н. е. були знесені укріплення міста Кальху, у зв'язку з передбачуваною їх перебудовою.

### Взяття Ніневії і розгром корінний Ассирії
У 612 до н. е. мідяни, розгромивши скіфів, знову вторглися в Ассирію і підступили до Ніневії. Туди ж з військом підійшов і Набополассар. Союзні війська обложили Ніневію і взяли цю найсильнішу фортеця всього через 3 місяці (серпень 612 до н. е.). Відповідно до джерел, штурм вдався завдяки створенню штучної повені, ймовірно, підмито стіну міста. Очевидно, що зруйнували дамби на річці Хасур, розташовані безпосередньо вище стін Ніневії. Сін-шар-ішкун, щоб не потрапити в полон, підпалив свій палац і загинув у полум'ї. Переможці повністю зруйнували Ніневію, залишивши після себе лише руїни і згарища. Точно така ж доля спіткала й інші ассирійські міста — Кальху, Ербіль, Дур-Шаррукін, Нусайбін тощо.

### Розгром залишків ассирійців в районі міста Харрана
У 611 до н. е. вавилоняни почали операції в районі Харана і захопили і розгромили область Шупп. А 28 арахсамну Набопаласар опанував у тилу ассирійців містом Руггуліті, що було при впадінні в Євфрат річки Сагура, і перебив все його населення. Вирішальні бої за Харан розігралися наступного року. Набопаласар виступив у похід у травні 610 до н. е. і до листопада спустошував область Харрана. У листопаді до нього приєдналися мідяни і разом з ними він рушив на Харран. Ассирійці і єгиптяни в жаху кинули місто і втекли за Євфрат. Харран був розграбований, причому мідяни знищили його знаменитий храм Ехулхул. У березні 609 до н. е. переможці розійшлися по домівках, залишивши в Харані вавилонський гарнізон. У червні 609 до н. е. на допомогу ассирійцям до Каркемишу рушили головні сили єгиптян, під командуванням самого фараона Нехо II. З'єднавшись із Ашшур-убаллітом II, Нехо перейшов Євфрат і атакував Харран. Важкі бої велися все літо. Вавилонський гарнізон мужньо відбив усі напади єгиптян і ассирійців і втримав місто. У вересні 609 до н. е. Набопаласар рушив на виручку Харрану. Програвши битву в країні Іцалла (північніше Харрана), фараон Нехо зняв облогу Харрана і відступив за Євфрат. Харран залишився в руках вавилонян. З 609 до н. е. ассирійці і їх цар Ашшур-убалліт назавжди зникають зі сторінок історії. При розподілі ассирійського спадщини Набопаласар отримав південну частину колишніх ассирійських володінь: провінції Націбіна, Руцапу, Ашшур, Гутіум (у долині річки Діяла). Вавилоняни захопили також Сузи і західну частину Елама, а на сході Еламу в Аншані утвердилися перси, данники мідян.

## Захоплення вавилонянами Сирії і Палестини

### Наступ вавилонської армії на єгиптян

Нововавилонське царство

З кінця 609 по серпень 607 до н. е. вавилонська армія під командуванням Набопаласара і Навуходоносара, виконуючи свій союзницький обов'язок, допомагала мідянам громити колишнього ассирійського союзника — царство Урарту. І тільки в жовтні 607 до н. е. Набопаласар повів вавилонську армію на єгиптян. Почалася запекла боротьба за переправу через Євфрат, що тривала до весни 605 до н. е. Перше передмостове укріплення, створене вавилонянами в грудні 607 до н. е. у міста Кімуху на Ефраті, влітку 606 до н. е. після важких боїв було ліквідовано єгиптянами, але восени того ж року вавилоняни створили другий плацдарм в районі міст Шунадірі, Еламму і Духамму. Всі спроби єгиптян скинути в річку цього разу зазнали невдачі.

### Похід царевича Навуходоносора
Навесні 605 до н. е. вавилонська армія виступила в похід. Старий і хворий Набопаласар не міг особисто очолити її і доручив командування синові царевичу Навуходоносору. Нехо теж вирушив до Євфрату, з головними силами своєї армії, в складі якої поряд з єгиптянами і лівійцями були нубійці, лідійські лучники і грецькі найманці. Вирішальна битва відбулася під Каркемишем наприкінці травня 605 до н. е. вавилоняни, форсувавши Євфрат південніше Каркемиша, атакували єгипетський табір під міськими стінами. Єгиптяни не витримали натиску і вавилоняни, на плечах відступаючих єгиптян, увірвалися в місто. На вулицях міста розгорілися кровопролитні сутички, до того ж у місті почалися пожежі, що змусили єгиптян покинути місто і знову вийти в поле, де вавилоняни довершили їх розгром. Залишки єгипетської армії в паніці втекли до Хамата. Тут переможці наздогнали їх і перебили. Втрати єгиптян склали десятки тисяч людей. Дрібні держави Сирії, Фінікії і Палестини не чинили опору Навуходоносору і поспішили принести йому данину. Від повної поразки Нехо врятувала смерть Набопаласара (15 серпня 605 до н. е.) І від'їзд, у зв'язку з цим, Навуходоносора до Вавилону.

## Будівельна діяльність Набопаласара
У своїй будівельній діяльності Набопаласар заліковував рани, нанесені Вавилону Сін-аххе-еріба й Ашшурбаніпалом, хоча у нього ще не було для цього ні часу, ні достатніх коштів. Він знайшов стіни зруйнованими, канали засипаними, будівлі прийшли в ветхість. Він розчистив центральний канал Арахту, вимостив священну процесійну дорогу, головну вулицю столиці, реставрував обидві стіни столиці — Імгур-Бел («Бел милосердний») і Німітті-Бел ("Спокій Бела "), вів роботи над каналом в Сіппарі, побудував царський палац у Вавилоні, дещо південніше палаців стародавніх царів, споруджував і реставрував храми. Він негайно приступив до ремонту та прикрашання вавилонських святинь і з гордістю став називати себе відновлювачем Есагіли і Езіди. У своїх написах він з зовнішньої сторони виступає як воскреситель славної старовини, вживаючи для них архаїчні форми клинописних знаків епохи Хамурапі. Зикурат Есагіли Етеменанкі ("Будинок основ неба і землі "), зруйнований ще Сінахерібом і недобудований Асархаддоном, тепер був закладений знову «на грудях пекла, так, щоб його вершина досягла неба». В урочистій процесії сам цар і його сини несли на головах позолочені кошики з цеглою для нового фундаменту знаменитої вежі.
Такою була будівельна діяльність засновника халдейської династії. Якщо взяти до уваги війну за незалежність і брак коштів, то не можна не здивуватися різнобічності цієї будівельної гарячки. Само собою зрозуміло, що багато чого було лише розпочато, друге, за потребою, зроблено на швидку руку. Так, царський палац був побудований з необпалених цеглин і недостатньо високо, і при першому великому розливі Євфрата був зруйнований.
Правив Набопаласар майже 21 рік. Влада Набопаласара і його наступників вже не була деспотичною. Нововавилонські царі залежали від всесильних жреців і торгово-рабовласницької знаті.